# Age de Carvalho
Age de Carvalho (Belém, 1958) é um poeta brasileiro.

## Biografia
Graduou-se em Arquitetura pela Universidade Federal do Pará, em 1981. Na década de 1980, foi editor da página de poesia Grápho nos jornais A Província do Pará e O Liberal, onde trabalhou também como tradutor.
Em 1984 mudou-se para a Europa, inicialmente morando em Innsbruck e em seguida em Viena, Munique e depois novamente em Viena. Trabalhou como designer gráfico em revistas austríacas e alemãs.

## Obras
Com traços do estrangeirismo em suas obras, o poeta expressa traços por meio do sentimentos de não pertencimento e deslocamento no contato com a língua e com a cultura alemã. Desta forma, retirando a palavra do seu uso e sentido comuns – processo que testa inúmeras possibilidades de interpretação dentro do poema, ampliando também o cenário dentro da linguagem – provoca em seus leitores a interrupção de processos interpretativos automáticos e abre espaço para a diferença.
Suas principais obras foram:
- 1980 - Arquitetura dos Ossos - Editora Falângola/Semec, Belém
- 1982 - A Fala entre Parêntesis (com Max Martins) - Edições Grápho/Grafisa/Semec, Belém
- 1986 - Arena, Areia - Grafisa/Edições Grápho, Belém
- 1990 - Ror: 1980-1990 (poesia reunida e o livro inédito Pedra-um) - Editora Duas Cidades, Coleção Claro Enigma, São Paulo
- 1998 - Móbiles (com Augusto Massi) -  7 Letras, Rio de Janeiro
- 2003 - Caveira 41 - Cosac & Naify/7 Letras, São Paulo
- 2004 - Seleta (antologia poética) - Editora Paka-Tatu, Belém
- 2006 - Sangue-Gesang ("Cantos do Sangue"), traduzida por Curt Meyer-Clason - Kato Kunst & Verlag, Berlim
- 2011 - Trans - Cosac Naify/7 Letras, São Paulo
- 2015 - Ainda: Em Viagem - Ed. UFPA, Belém[5]